# Portador de sandálias

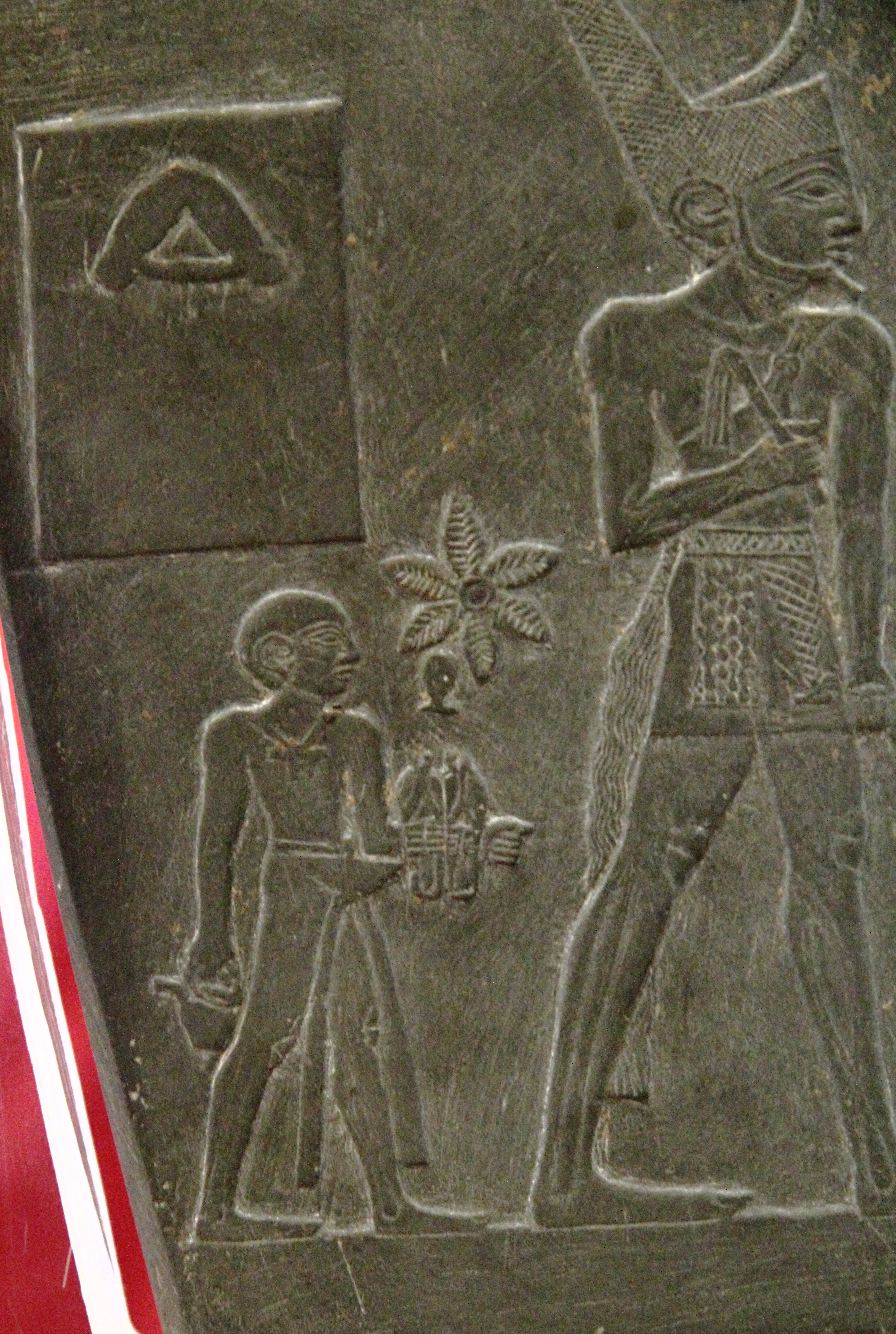
Rei Narmer (à direita) seguido por seu portador de sandálias. Detalhe da Paleta de Narmer, Museu Egípcio do Cairo.

Um portador de sandálias é uma pessoa que carrega as sandálias de seu superior. O papel existiu em várias culturas e épocas, sendo documentado pela primeira vez no Período Dinástico Inicial do Egito (c. século 31 a.C. ).

## Na Antiguidade
No Egito Antigo, o papel do portador de sandálias foi documentado pela primeira vez na história. Um portador de sandálias é retratado na cabeça da maça de Narmer, bem como em ambos os lados da paleta de Narmer, na qual ele é identificado por uma roseta e uma clava como o servo do rei. Com base nas interpretações dessas representações, o portador de sandálias era possivelmente um oficial de alta patente, que acompanhava o faraó em ocasiões importantes. Além de carregar as sandálias, o portador das sandálias também realizava a antiga prática de lavar os pés do rei.

## Na época medieval
Portadores de sandálias também existiam no Japão feudal, sendo uma posição de status relativamente alto. Provavelmente a pessoa mais famosa a assumir esse papel no Japão foi Toyotomi Hideyoshi, durante o período Sengoku . De origem humilde, por volta de 1557 ele se juntou ao clã Oda, então liderado por Oda Nobunaga, como um humilde servo. Ele se tornou um dos carregadores de sandálias de Nobunaga e esteve presente na Batalha de Okehazama em 1560, quando Nobunaga derrotou Imagawa Yoshimoto para se tornar um dos senhores da guerra mais poderosos do período Sengoku. Após a morte de Nobunaga, ele garantiu uma sucessão de altos títulos da corte imperial, incluindo, em 1585, a prestigiosa posição de kanpaku (regente).